# Rio Cheiţa (Arieş)
O Rio Cheiţa é um rio da Romênia, afluente do Valea Caldă Mare, localizado no distrito de Cluj.